# 索尼Xperia J

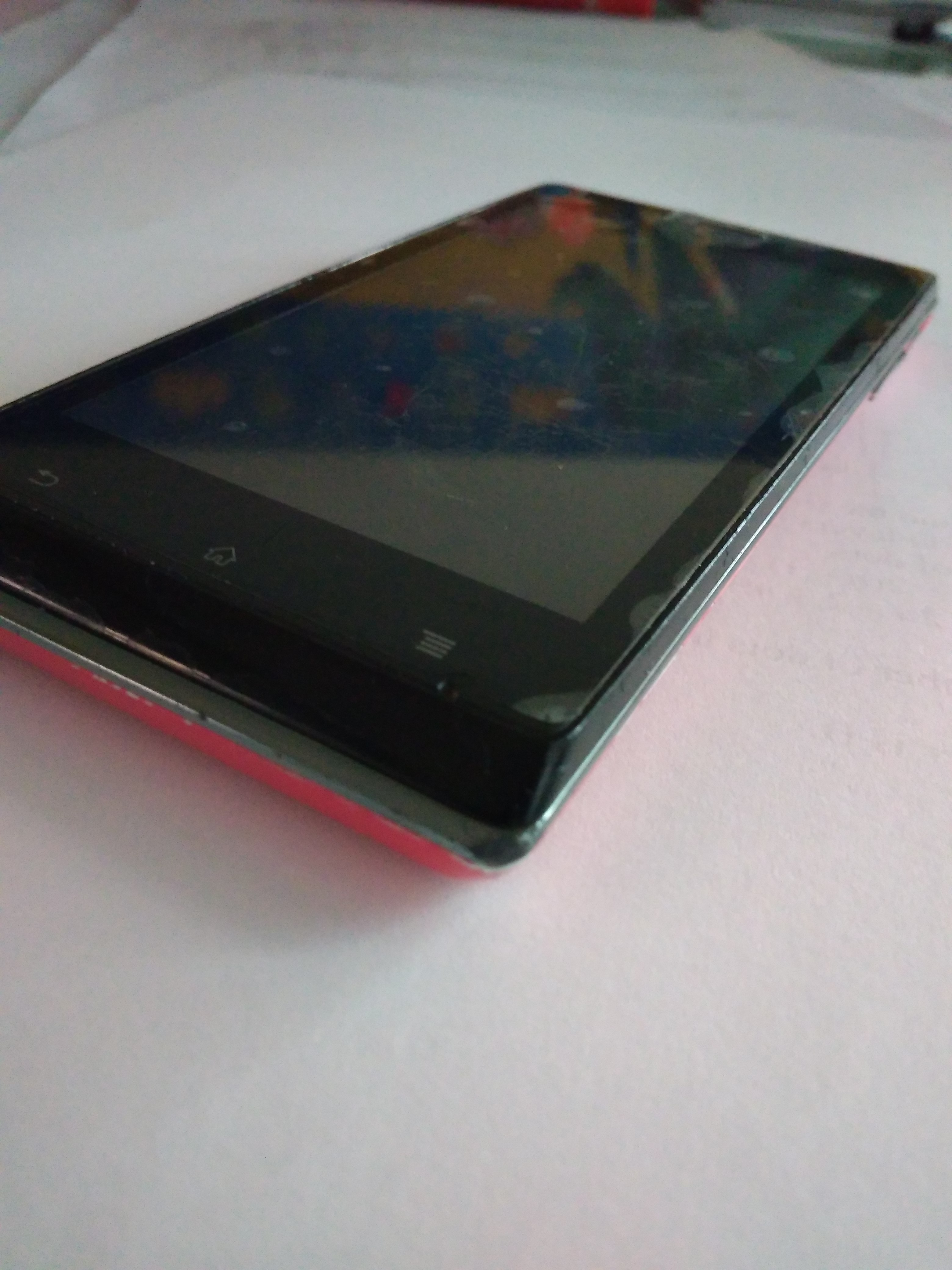
正面-红色

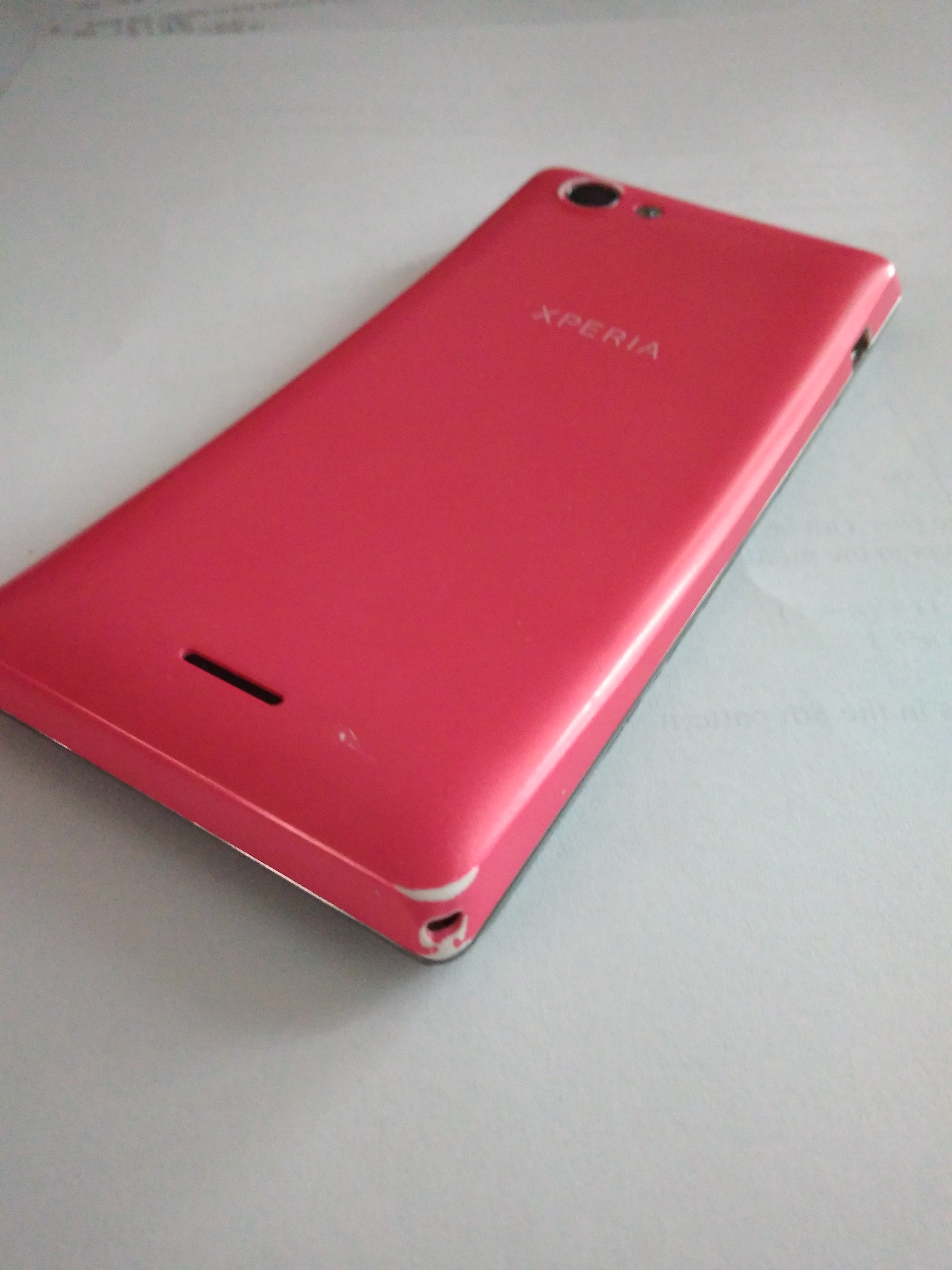
反面-红色

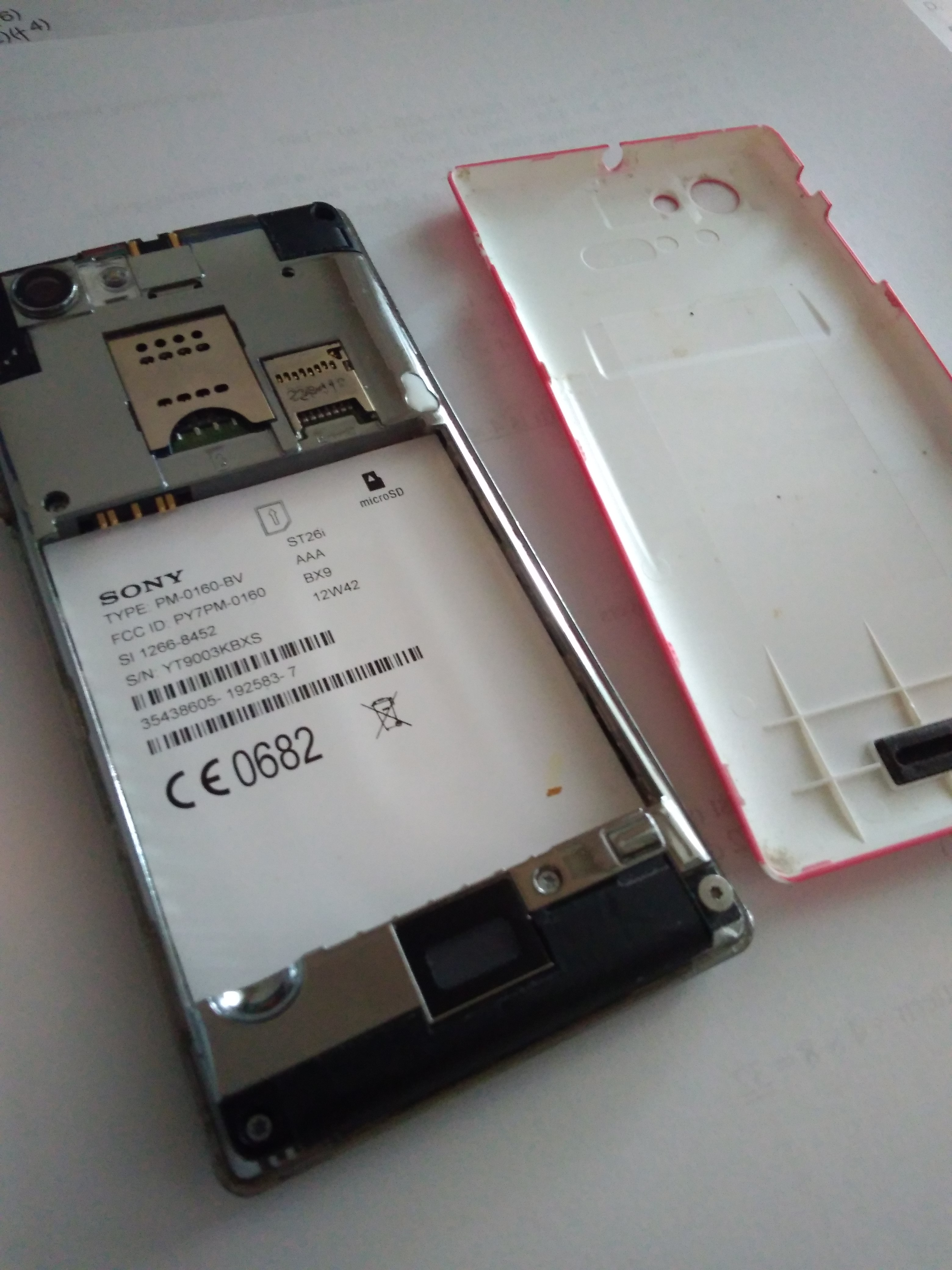
内部

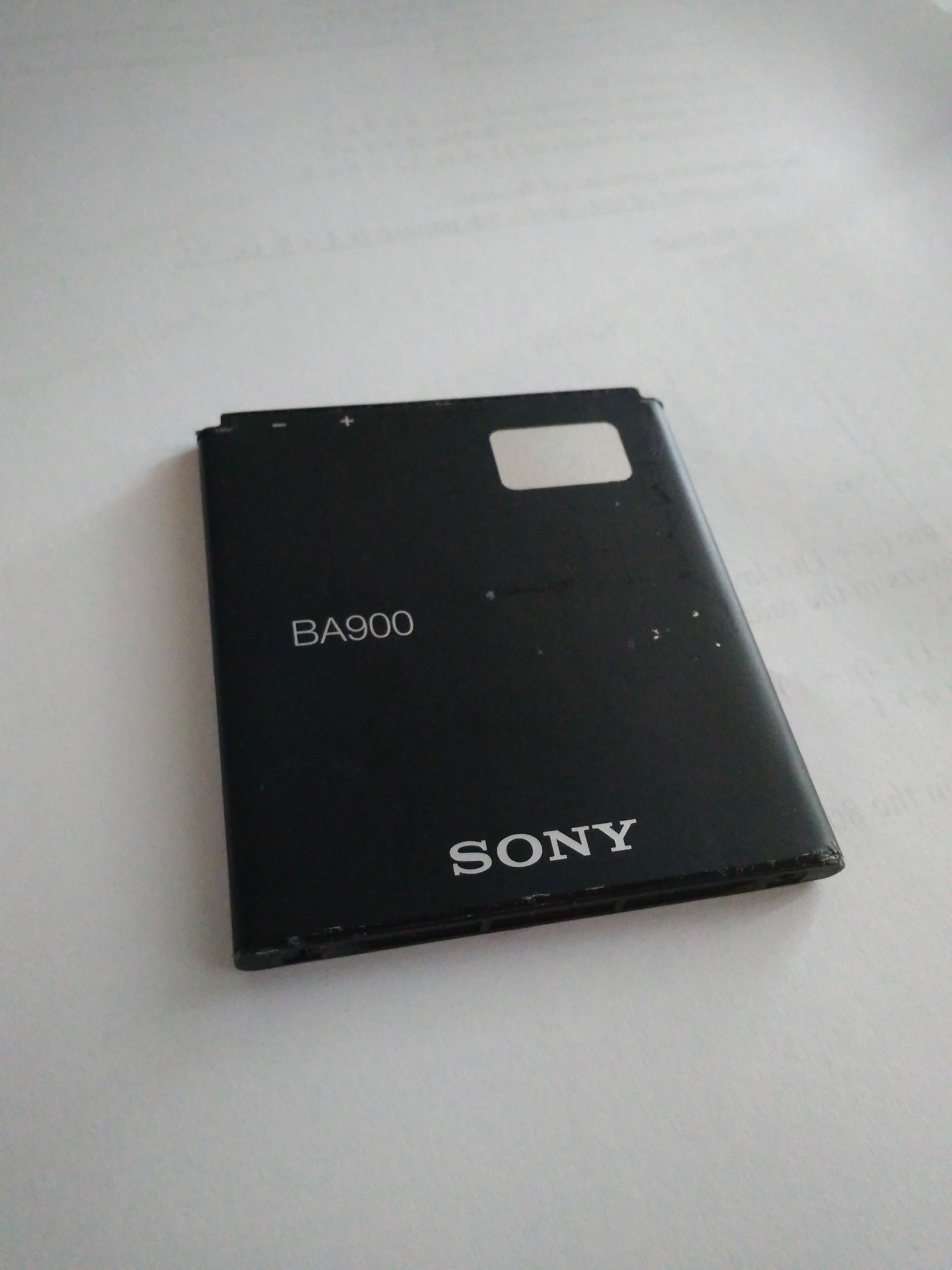
其使用Sony BA900 电池

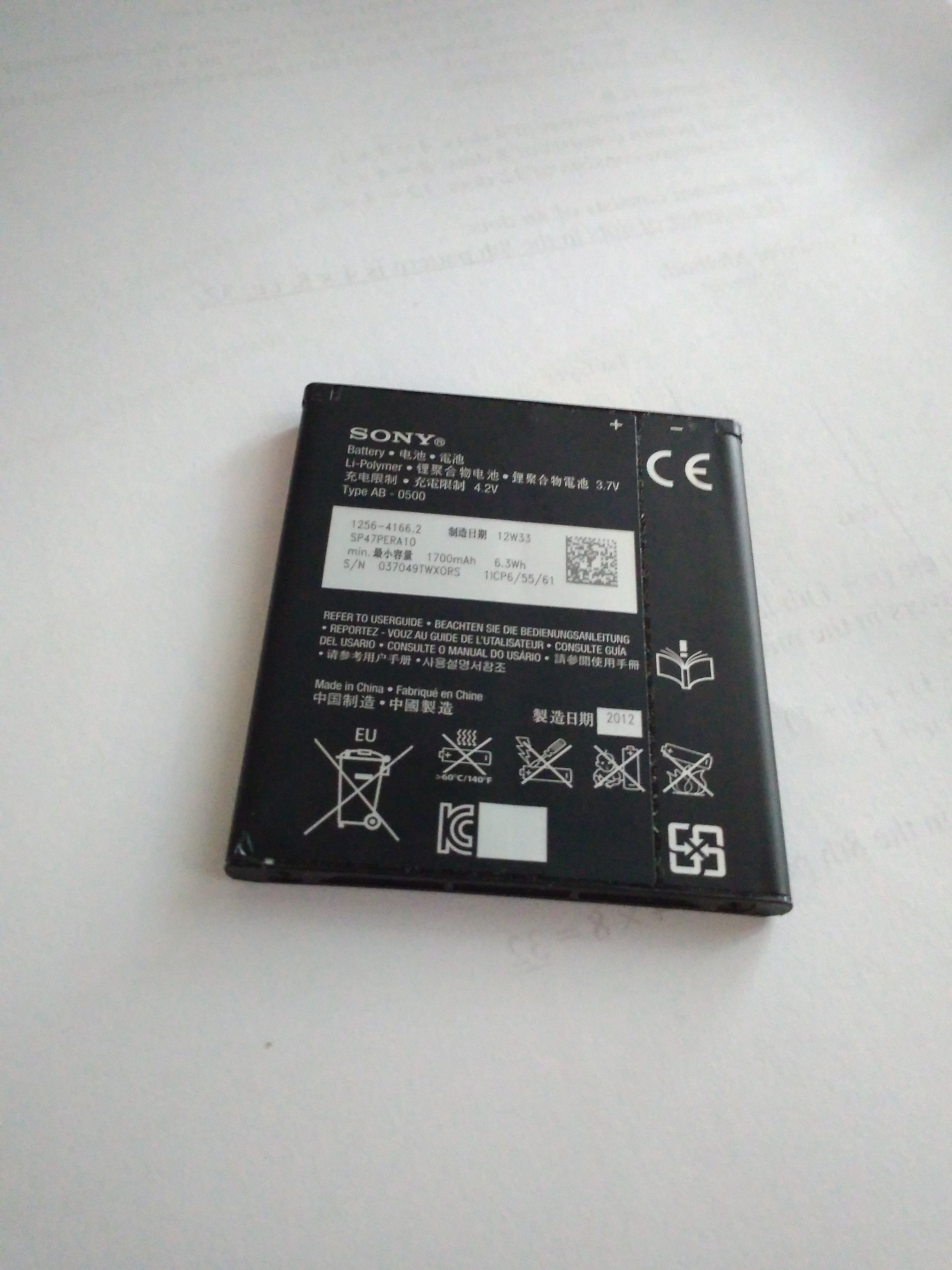
Sony BA900 电池 反面

Sony Xperia J是日本電子公司Sony於2012年發佈的智能手機，擁有500 萬像素鏡頭，配備4吋屏幕，配有Snapdragon MSM7227A，為入門機種。

## 設計
弧線型設計(arc design)，厚度僅 9.2 mm，除了正面聽筒旁的提示燈，機身底下也配有智慧提示亮燈。首批機背取消了「小綠球」的索尼手機之一。

## 硬件
Sony Xperia J具備4吋1670萬色TFT屏幕，解像度為FWVGA(854*480)。
採用Snapdragon MSM7227A Turbo處理器，500萬像素CMOS主攝像頭，30萬像素視訊鏡頭，LED閃光燈，內置512MBRAM、4GB快閃記憶體儲存，支援Micro-SD，藍芽，FM收音機，A-GPS，GPS。
機內配有1750mah可拆卸式電池，最大通話時間5.6小時，最大待機時間25.29天，WCDM最大通話時間7.3小時，WCDMA最大待機時間25.75天。
上網方式	3.5G / HSDPA, 3G / WCDMA, EDGE, GPRS, UMTS 2100, UMTS 900, Wi-Fi / WLAN
頻率系統	GSM1800, GSM1900, GSM850, GSM900, HSDPA, HSUPA, WCDMA

## 作業系統
Xperia J採用Android 4.0.4 Ice Cream Sandwich作業系統。現已可升級至Android 4.1.2 Jelly Bean作業系統。4.1.2版系統至今仍可執行BOINC用於提供運算。XDA等網站上亦有大神製作自製的Android 4.4的ROM。

## 顏色
顏色包括：
| 顏色 | 名稱   | 英語  |
| ---- | ------ | ----- |
|      | 黑色   | Black |
|      | 白色   | White |
|      | 粉紅色 | Pink  |
|      | 金色   | Gold  |

## 外部連結
- 索尼官方網站 （页面存档备份，存于） 中文